# Sundolyra latebrosa
Sundolyra latebrosa es una especie de pez actinopeterigio de agua dulce, la única del género monotípico Sundolyra de la familia de los bágridos.
La etimología del nombre procede del latín latebrosus, significando oculto, retirado o secreto, en referencia a la naturaleza críptica y aparente rareza de la especie.

## Morfología
Este nuevo taxón se distingue de los confamiliares por la siguiente combinación de caracteres: cuerpo anguiliforme, proceso supraoccipital posterior reducido, ausencia de la primera espina dorsal, inserción radial de la primera aleta dorsal en la 4ª vértebra, espina pectoral con el borde anterior liso, aleta adiposa en contacto con la base del último radio de la aleta dorsal, aleta anal con 26 radios y aleta caudal con 17 radios principales.

## Distribución y hábitat
Se distribuye de forma endémica por ríos del municipio de Kabupaten Aceh Barat al noroeste de la isla de Sumatra (Indonesia). Son peces de agua dulce tropical, de hábitat tipo demersal.